# Nikos Zachariadis
Nikos Zachariadis, wł. Nikolaos Zachariadis (gr. Νίκος Ζαχαριάδης; ur. 27 kwietnia 1903 w Edirne, zm. 8 sierpnia 1973 w Surgucie) – grecki polityk, działacz Komunistycznej Partii Grecji (KKE) i jej sekretarz generalny w latach 1931–1941 oraz 1945–1956.

## Młodość i wczesna działalność
Urodził się w Azji Mniejszej w rodzinie pracownika osmańskiego monopolu tytoniowego. Jego rodzina została przesiedlona do Grecji w czasie wymiany ludności, jaka nastąpiła po przegranej przez Grecję wojnie z Turcją (1919–1922).
Służył jako marynarz na Morzu Czarnym; wówczas zetknął się z ideami komunistycznymi głoszonymi przez bolszewików. Ukończył w Moskwie studia na Komunistycznym Uniwersytecie Pracujących Wschodu. W 1923 wrócił do Grecji, by sformować organizację młodzieżową przy powstałej niedawno KKE. Jego działalność przerwało aresztowanie, zdołał jednak zbiec do ZSRR.

## Okres międzywojenny i II wojna światowa
Na czele Komunistycznej Partii Grecji stanął w 1931, po drugim powrocie do Grecji, gdy z inicjatywy Kominternu organizacja dokonała wymiany przywództwa, dopuszczając do najwyższych stanowisk przedstawicieli młodego pokolenia. Jego zadaniem było dokonanie reformy wewnętrznej organizacji, która rozpadła się na kilka frakcji. Po zamachu stanu roku 1935 został uwięziony. Z więzienia zdołał przesłać list, w którym w czasie wojny grecko-włoskiej 1940–1941 wzywał do zjednoczenia się wszystkich Greków wokół Metaksasa, w walce o przetrwanie narodowe.
II wojnę światową przeżył w obozie w Dachau, zatrzymany przez kolaboracyjny rząd grecki i wydany Niemcom. Obowiązki sekretarza generalnego przejął po nim Jeorjos Siantos.

## Po II wojnie światowej
Zwolniony w 1945, przybył ponownie do Grecji w maju tego roku i wrócił na stanowisko sekretarza generalnego KKE. Nastąpiło to trzy miesiące po zawarciu porozumienia z Warkizy między Brytyjczykami a lewicową partyzantką ELAS. Porozumienie to nakazywało partyzantom ELAS złożenie broni, gwarantując im amnestię za wszelkie „przestępstwa polityczne” i pełnię swobód obywatelskich. Zapowiadało również sformowanie nowej, apolitycznej armii. Uzgodniono przeprowadzenie plebiscytu w sprawie powrotu króla Jerzego II, a następnie wyborów parlamentarnych. Zgodnie z postanowieniami porozumienia, partyzanci rozpoczęli zdawanie broni 16 lutego 1945, zaś 28 lutego ELAS przestało istnieć. Z kolei strona brytyjska nie dotrzymała postanowień umowy. Zachariadis oskarżał rząd o zbrodnie na komunistach. Domagał się również wycofania się wojsk brytyjskich z kraju, twierdził, że Wielka Brytania narzuciła Grecji swoją dominację ekonomiczną i polityczną. W czerwcu 1945 stwierdził, że KKE nie będzie przedstawiać żadnych roszczeń terytorialnych wobec komunistycznych Bułgarii i Albanii, domaga się natomiast przyłączenia Cypru i tureckiej części Tracji.
Terror wymierzony w byłych bojowników ELAS sprawił, że greckie góry i lasy znów zapełniły się uciekinierami. Poczynając od zimy 1945/1946, sytuacja bytowa uciekinierów stała się bardzo trudna. Gotowość udzielenia pomocy zgłosiły Bułgaria, Jugosławia i Albania, wiążąc ją jednak z warunkami politycznymi i ideologicznymi. Wobec trwających prześladowań i po referendum w sprawie ustroju kraju, które zdecydowało o powrocie króla Jerzego II, Zachariadis doszedł do porozumienia z byłym dowódcą partyzantów północnej Grecji Markosem Wafiadisem. Na jego mocy 28 października 1946 powstała Demokratyczna Armia Grecji, która jako „formalne” wojsko partyzanckie, mogłaby stać się odbiorcą zagranicznej pomocy.
W sierpniu 1948 Zachariadis, niemający żadnego przygotowania wojskowego, przejął dowództwo DSE z rąk Wafiadisa. Opowiadał się za przekształceniem oddziałów partyzanckich w regularną armię i konsekwentną zmianą taktyki walki. Zmiany te przyniosły DSE krwawe klęski, w zestawieniu z ogromną dysproporcją sił między siłami lewicy a wojskami rządowymi, wspieranymi przez USA. Ponadto w tym samym 1948, po wybuchu konfliktu między ZSRR a Jugosławią, Zachariadis poparł Stalina, przez co stopniowo tracił poparcie Tity, który ostatecznie zamknął w lipcu 1949 granicę grecko-jugosłowiańską. W kolejnym miesiącu DSE poniosło ostateczną klęskę w górach Grammos. 16 września 1949 KKE ogłosiła „czasowe zakończenie walk”. Winą za przegraną komunistów Zachariadis obarczył przywódcę jugosłowiańskiego.
Liderzy greckich komunistów zostali zmuszeni do emigracji; zdelegalizowana w kraju partia kontynuowała działalność, jej przywódcy przebywali w krajach Bloku Wschodniego. Sam Zachariadis ukrywał się w Taszkencie. Opowiadał się za zachowywaniem w gotowości bojowej ostatnich oddziałów DSE na emigracji, zwalczał opozycję w szeregach partii. Inni członkowie kierownictwa KKE z czasem coraz bardziej negatywnie odnosili się do polityki lidera partii w latach 1945–1949. Wskutek apeli Nikity Chruszczowa o przeprowadzenie destalinizacji w 1956 Zachariadis został usunięty z partii. W 1957 zesłany na Syberię, zmarł w 1973.